# Ernie Roccio
Ernie Roccio, właśc. Ernest Thomas Roccio (ur. 16 września 1927 w Los Angeles, zm. 23 lipca 1952 w Londynie) – amerykański żużlowiec.

## Życiorys
Finalista IMŚ na żużlu z roku 1951. 22 lipca 1952 miał groźny wypadek na stadionie żużlowym West Ham Hammers, kilka godzin później zmarł w szpitalu.

## Osiągnięcia
| Osiągnięcia:                    | Osiągnięcia: | Najwyższe: 15. miejsce w 1951 roku | Najwyższe: 15. miejsce w 1951 roku | Najwyższe: 15. miejsce w 1951 roku | Najwyższe: 15. miejsce w 1951 roku |
| Sezon                           | Miasto       | Msc                                | Pkt                                | Biegi                              | Uwagi                              |
| ↓ W barwach reprezentacji USA ↓ |              |                                    |                                    |                                    |                                    |
| 1951                            | Londyn       | 15                                 | 2                                  | (2,0,0,0,-)                        |                                    |